# Kill the Irishman
Kill The Irishman é um filme policial estadunidense, dirigido por Jonathan Hensleigh e estrelado por Ray Stevenson, Val Kilmer, Vincent D'Onofrio e Christopher Walken, . O filme é baseado na história de Danny Greene, mafioso irlandês que, nos anos 70, liderou uma das mais importantes organizações mafiosas dos Estados Unidos, a máfia irlandesa. A história é adaptada do livro To Kill the Irishman: The War That Crippled the Mafia (1998), de Rick Portello.

## Sinopse
Kill The Irishman é um filme biográfico do mafioso irlandês e informante do FBI Danny Greene que, nos anos 70, tentou alcançar o topo da organização criminosa Cleveland.

## Elenco
- Ray Stevenson como Danny Greene
- Val Kilmer como Joe Manditski
- Vincent D'Onofrio como John Nardi
- Christopher Walken como Alex Birns
- Linda Cardellini como Joan Madigan
- Vinnie Jones como Keith Ritson
- Tony Lo Bianco como Jack Licavoli
- Paul Sorvino como Anthony Salerno
- Fionulla Flanagan como Grace O'Keefe